# Facundo Imhoff
Facundo Imhoff (25 de janeiro de 1989) é um voleibolista profissional argentino.

## Carreira
Ele é irmão de Cristian Imhoff, também voleibolista. Pela seleção principal de seu país, participou da conquista da medalha de prata na edição do Campeonato Sul-Americano realizado em Maceió, Brasil, e foi premiado como o primeiro Melhor Central..
Em 2019, conquistou a medalha de ouro na edição dos Jogos Pan-Americanos de Lima.

## Prêmios individuais
- 1º Melhor Central do Campeonato Sul-Americano de 2015[1]